# Jaderberg
Jaderberg is het grootste dorp in de Duitse gemeente Jade in Nedersaksen. Het dorp heeft ongeveer 3200 inwoners en ligt aan de snelweg A29 en de spoorlijn Oldenburg - Osnabrück/Oldenburg - Wilhelmshaven.
Bij Jaderberg ligt het gelijknamige natuurgebied en ook dierentuin en recreatiepark Jaderpark. Jaderberg ligt in het uiterste westen van de gemeente Jade.
Het in 1911 opgerichte TUS Jaderberg is de lokale sportvereniging.
Het dorp ligt aan de spoorlijn Oldenburg - Wilhelmshaven; het station Jaderberg is op 14 juni 2020 heropend.

## Geboren in Jaderberg
- Jan Oeltjen (* 15 augustus 1880 in Jaderberg; † 13 februari 1968 in Ptuj in het tegenwoordige Slovenië), Duits kunstschilder van het expressionisme. In het naburige dorp Jade hangt in de Trinitatiskerk een altaarschilderij van zijn hand.